# Петики
Пе́тики — село в Україні, у Яворівському районі Львівської області. Населення становить 10 осіб. Орган місцевого самоврядування - Мостиська міська рада.